# Сорбо Сан Базиле
Со̀рбо Сан Базѝле (на италиански: Sorbo San Basile, на местен диалект u Sòrbu, у Сорбу) е село и община в Южна Италия, провинция Катандзаро, регион Калабрия. Разположено е на 620 m надморска височина. Населението на общината е 817 души (към 2012 г.).